# Namco Museum Vol. 5
Namco Museum Vol. 5 is een videospel voor het platform Sony PlayStation. Het spel werd uitgebracht in 1997. 
Het compilatiespel bestaat uit:
- Pac-Mania (1987)
- Dragon Spirit (1989)
- Metro-Cross (1985)
- Baraduke (1985)
- Legend of Valkyrie (1989)

Zoals gebruikelijk is er in het museum veel achtergrondinformatie te vinden over de spellen.

## Ontvangst
| Beoordeeld door       | Jaar | Score |
| --------------------- | ---- | ----- |
| IGN                   | 1997 | 60%   |
| Joypad                | 1997 | 56%   |
| The Video Game Critic | 1999 | 33%   |